# Den helige Franciskus hänryckning
Den helige Franciskus hänryckning är en oljemålning av den italienske renässanskonstnären Giovanni Bellini från omkring 1476–1478. Den förvärvades 1915 av Henry Clay Frick för 170 000 dollar och är idag utställd på Frick Collection i New York. 
Målningen avbildar helgonet Franciskus av Assisi (1181/1182–1226), tiggarmunken och eremiten som grundade Franciskanorden. Bellini är känd för att måla detaljerade bakgrunder vilket i denna målning förstärks av förgrundsgestaltens litenhet. Han var inspirerad av sin svåger Andrea Mantegna, men till skillnad från honom var hans konturer inte så hårda, färgerna mjukare och ljuset varmare (jämför Kristus i Getsemane som de båda målade). Den helige Franciskus står här barfota utanför sin grotta, hänförd över naturens skönhet. Hans kärlek till djur och natur återges i många av tidens konstverk; i denna målning avbildas en flock får i bakgrunden, en fågel och en åsna i mellangrunden och en liten gnagare under Franciskus högerhand. Möjligtvis föreställer målningen tillfället då Franciskus starka inlevelse i Kristi lidande ledde till den berömda visionen av den korsfäste Kristus som en seraf med sex vingar samt till stigmatiseringen. Det ska ha ägt rum år 1224 på berget La Verna i övre Arnodalen.